# Stazione di Ascoli Satriano
La stazione di Ascoli Satriano è una stazione ferroviaria posta sulla linea Foggia-Potenza, a servizio dell'omonimo comune.

## Strutture e impianti
In passato, il fabbricato viaggiatori della stazione si presentava (come ancora oggi) con il colore rosso mattone; esso è tipico di una stazione ferroviaria (parte centrale rialzata, parti sinistra e destra ribassate).
Il piano terra e il primo piano risultano oggi chiusi, quindi la stazione è sprovvista di servizi per i passeggeri. Nel fabbricato vi era una piccola sala d'attesa.
Sono terminati i lavori di ammodernamento per l'innalzamento dei marciapiedi e la costruzione di un sottopasso e riqualifica della stazione.

## Movimento
La stazione è servita da un massimo di 6 corse giornaliere. Il traffico della stazione è sceso di molto negli anni scorsi e ad oggi si presenta quasi nullo.

## Servizi
La stazione non dispone di alcun servizio.